# Église de Kélibia
L'église de Kélibia, située dans la ville de Kélibia en Tunisie, est une église catholique construite en 1934 à l'époque du protectorat français. Cédée au gouvernement tunisien en 1964, elle fait partie d'un complexe culturel.

## Premiers édifices
L'instauration du protectorat en 1881 encourage plusieurs familles italiennes à venir s'établir dans la région. Très croyants, ils sont nombreux à réclamer la venue d'un prêtre pour célébrer la messe. C'est chose faite à partir du 6 janvier 1897, lorsque l'abbé Van den Haak vient célébrer l'office pour la première fois dans une maison louée pour l'occasion et transformée en chapelle provisoire. La ferveur des fidèles justifie que la ville de Kélibia soit érigée en paroisse en 1899, ce qui entraîne la présence permanente d'un prêtre. Toutefois, les offices se tiennent toujours dans un magasin flanqué d'un clocher provisoire. La construction d'un lieu de culte définitif pour les 300 paroissiens que compte la ville est alors décidée.

## Construction de l'église

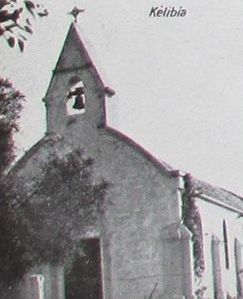
Église de Kélibia en 1954.

Les premières études débutent dès 1911 sous la conduite de l'architecte du gouvernement tunisien, Louis Queyrel. Il est alors envisagé de construire la nouvelle église et son presbytère sur le terrain où se tient le magasin utilisé jusque-là comme lieu de culte. Cependant, l'archevêché choisit finalement d'acquérir une parcelle de terrain en dehors de la ville. Un appel d'offres est lancé en 1913 mais les devis reçus dépassent le budget disponible de 37 500 francs. L'archevêché demande alors à l'architecte de « diminuer la largeur de la nef, de supprimer la véranda et d'installer la citerne sous le presbytère au lieu d'être à l'extérieur ». Une entreprise tunisoise est désignée mais le démarrage du chantier est suspendu. Ce n'est que le 15 octobre 1933 que les travaux peuvent enfin commencer pour s'achever en janvier 1934. L'édifice est béni par Mgr Alexis Lemaître le 10 mai de la même année.

## Architecture de l'église
De style néo-roman, le bâtiment mesure vingt mètres de long sur huit mètres de large et un vaste jardin l'entoure. Comme la plupart des églises tunisiennes, elle est constituée d'une nef unique sans transept. Dans le devis descriptif initial, il est prévu la construction d'un porche donnant accès à la nef. De part et d'autre du porche sont installés les fonts baptismaux et l'escalier du clocher. Chaque façade de la nef est percée de cinq fenêtres, le chœur étant éclairé par deux autres ouvertures. Quant à la voûte, elle est faite de briques creuses soutenant la toiture à deux pans en tuiles de Marseille ou de Bizerte. S'il est prévu de carreler l'intérieur de l'église avec des carreaux de la maison Pavin Lafarge, les marches des escaliers du clocher et de la sacristie doivent être recouvertes de marbre.

## Destructions pendant la Seconde Guerre mondiale
En 1943, pendant la campagne de Tunisie, la ville de Kélibia se retrouve au cœur des combats entre les forces de l'Axe et celles des Alliés américains et anglais. De nombreux bombardements sèment la mort et la désolation. Le 10 mai 1943, alors que Tunis a été conquise par les Alliés, la ville est rasée par un bombardement visant à empêcher le repli des troupes allemandes et italiennes dans le cap Bon. La moitié du cimetière est rasée et le toit de l'église est soufflé par les bombes. Portes et fenêtres volent en éclats. C'est quand même la cloche de l'église qui annonce le cessez-le-feu le lendemain, mais il faut attendre plusieurs années pour que les travaux de rénovation de l'édifice lui permettent d'accueillir à nouveau des offices.
|      | Baptêmes | Mariages | Sépultures |
| ---- | -------- | -------- | ---------- |
| 1900 | 4        | 0        | 0          |
| 1910 | 5        | 3        | 2          |
| 1920 | 3        | 0        | 1          |
| 1930 | 6        | 0        | 6          |
| 1940 | 2        | 2        | 6          |
| 1950 | 14       | 0        | 15         |
| 1960 | 2        | 0        | 1          |

## Bâtiment après l'indépendance
L'indépendance du pays en 1956 et la nationalisation des terres européennes le 12 mai 1964 provoquent le départ de nombreux Européens vers la France et l'Italie. Le modus vivendi signé entre le gouvernement tunisien et le Vatican le 10 juillet 1964 prend acte de cette disparition de la communauté chrétienne de Kélibia. Son église est cédée au gouvernement tunisien avec l'assurance qu'elle ne sera utilisée qu'à des fins d'intérêt public compatibles avec son ancienne destination.
Elle fait désormais partie du complexe culturel de la ville. Elle accueille un club pour retraités et une association littéraire. Un bâtiment abritant une maison de la culture et une salle de cinéma a été construit dans son jardin.